# Felix Austria
Reklo Felix Austria ali Tu felix Austria izraža mnenje, da imajo Avstrijci posebno posrečen značaj oziroma tako državno ureditev, ki jim omogoča miren in srečen način življenja. To besedno zvezo je leta 1364 prvič uporabil vojvoda Rudolf IV. na svojih pečatih - kot domneva Franz Kürschner -, v čast priključitve Tirolske.
Rek Felix Austria nekateri pripisujejo Kralju Matjažu, ki je nekaj let vladal med drugim tudi kot avstrijski vojvoda. Matija Hunyadi, poznan zgodovinarjem kot Matija Korvin, se je v slovensko ljudsko zavest - in tako ga imenujejo mnoge pravljice - zapisal kot Pravični kralj Matjaž. Podobno ga ima v spominu tudi ogrsko izročilo, na primer pregovor, ki pravi: 
| Közmondás Mátyás királyról (madžarsko)  | Pregovor o Kralju Matjažu (slovensko)          |
| --------------------------------------- | ---------------------------------------------- |
| Meghalt Mátyás király - oda az igazság. | Umrl je kralj Matjaž - z njim pa tudi pravica. |

Čeprav je Matija Korvin uporabljal geslo Felix Austria, pa v tem nikakor ni bil prvi. Poleg tu navedenega distiha pa obstaja tudi veliko različic, oziroma podobnih rekel. Večinoma so jih uporabljali resni pisatelji, nekatera pa so služila tudi za šalo. 
Ta izrek se pojavlja v latinskem distihu, ki označuje zlasti uspešno poročno politiko večstoletne avstrijske vladarske hiše, Habsburžanov:
| Felix Austria (latinski izvirnik)                                                    | Glückliches Österreich (nemški prevod)                                                                                    | Srečna Avstrija (slovenski prevod)                                                                  |
| ------------------------------------------------------------------------------------ | --- | --------------------------------------------------------------------------------------------------- |
| ’Bélla geránt aliī, tu félix Áustria nūbe. Nám quae Márs aliīs, dát tibi díva Venūs. | Kriege lass andere führen, du, glückliches Österreich, heirat’! Denn was den anderen Mars, Venus, die Göttin, gibt’s dir. | Naj se vojskujejo drugi, srečna se, Avstrija, ženi. Kar namreč drugim da Mars, Venera tebi nakloni. |

Poleg tega obstaja knjižica iz leta 1674, v kateri je opisanih več avstrijskih vladarjev Habsburžanov in sicer začenja z Rudolfom I., a končuje z vladarjem ob izidu te knjige, a to je Leopold I.. Zanimivo, da vsebuje gesla in grbe, ki se precej ločijo od tistih, ki jih mi poznamo: niso v obliki ščita, ampak so ovalni – pod njimi je pa – tudi v ovalnem okvirju - slika oziroma risba dotičnega vladarja. 
Tu beremo pod podnaslovom Hypothesis Austriaca naslednje modro vodilo: 
| Hypothesis Austriaca (latinsko)      | Die österreichische Hypothese (nemško)      | Avstrijska podmena (slovensko)              |
| ------------------------------------ | ------------------------------------------- | ------------------------------------------- |
| "Bellum, etiam iustum, detestandum." | "Krieg, auch gerecht, ist zu verabscheuen." | "Vojno, tudi pravično, je treba sovražiti." |

### Tu felix Austria nube
Bella gerant alii, tu felix Austria nube – »Drugi naj se vojskujejo, ti pa se poročaj, srečna Avstrija.« Ta znameniti rek hoče povedati, da je k vzponu in širjenju Habsburžanov prispevala (tudi) uspešna ženitvena politika. Mlade nadvojvodiče ali nadvojvodičinje so pogostoma že v otroštvu zaročali in poročali s princeskami oziroma princi – tudi otroki – drugih dinastij.

#### Maksimiljan I. pridobi Burgundijo
Cesar Maksimilijan I. velja za najuspešnejšega izvajalca te smeri: Burgundijo, Španijo, Češko in Ogrsko so pridobile poroke Maksimilijana I., Filipa Lepega in Ferdinanda I. Pri tem ne moremo spregledati številnih naključij v prid habsburškemu dedovanju. Moramo pa dodati, da so bile tudi vojne pomemben del habsburškega širjenja.
Burgundija je bila bogata trgovska dežela; njen vojvoda Karel Drzni pa se je s svojimi zadnjimi vojaškimi pohodi prezadolžil - česar pa nezadovoljni burgundski stanovi niso hoteli plačati. Tudi zato je želel svoji državi pridobiti kraljevo krono in zanesljivega vojaškega poveljnika. Zato je tik pred smrtjo naročil svoji hčerki, naj se poroči s Habsburžanom in 1477 je bila poroka med 18-letnim Maksimilijanom in Marijo Burgundsko; zaradi francoskih zahtev je prišlo do 15-letne vojne za dediščino in le s težavo je prišla v habsburške roke. V svojem življenjepisu Weißkunig je Maksimilijan obdelal svoje burgundsko dvorjenje in kako je njegova žena Marija umrla komaj pet let po poroki zaradi padca s konja pri jahanju. Ponovno se je poročil 1493 z Bianko, hčerko milanskega vojvode Maria Sforze, ki mu je prinesla bogato doto; s pridom jo je uporabil za velike vojaške in gospodarske izdatke.

#### Njegovi otroci »osvajajo«Španijo
Špansko kraljestvo se je v letu Kolumbovega Odkritja Amerike (1492) otreslo jarma muslimanskih Mavrov; proti Judom in heretikom so oblasti ostro ukrepale; z odkritji in osvajanji v »Novem svetu« je Španija tako postala svetovna velesila in »Imperij, v katerem sonce nikoli ne zaide«, se je razširilo na več celin.
Maksimilijan se je po smrti prve žene sprva želel poročiti s Španko; vendar se je španska kraljeva družina odločila glede poroke svojih z njegovimi otroki in tako so praznovali 1496 dvojno poroko: Ivana in njen brat Ivan  sta se poročila z Maksimilijanovima otrokoma Filipom in Margareto in tako je odpadlo običajno plačilo dote.
Zaporedje naključij je šlo v prid Habsburžanom: španski dedič Juan je umrl kmalu po poroki z Margareto, zatem pa so umrli tudi vsi drugi španski pretendenti na prestol. To je Ivano in njenega moža Filipa postavilo na čelo prestolonaslednikov. Ko se je paru leta 1500 rodil sin Karel (kasneje cesar Karel V. Habsburški), je bilo nasledstvo zagotovljeno. Leta 1504 je Filip Lepi postal kastiljski kralj in tako pridobil Španijo in njene prekmorske posesti za Habsburžane.
Ko je Filip kmalu zatem umrl, njegova žena Ivana od žalosti zaradi njegove in toliko drugih smrti v sorodstvu ni bila sposobna vladati in jo zgodovinarji imenujejo Blazna. 1506 je postal njun njun sin Karel Filipov naslednik. Na koncu niza srečnih naključij je torej Karel leta 1516 uspel postati kralj Španije, Neaplja, Sicilije in španskih prekmorskih ozemelj.
Maksimilijan je širil vpliv Habsburžanov tako z vojno kot s poroko 1477 z Marijo Burundsko, dedinjo za Karlom Drznim. Čeprav je torej izgubil svojo izvirno družinsko posest v današnji Švici, je zlasti z dvojno poroko svojih otrok 1496 Maksimilijan pomagal utrditi Habsburško hišo v Španiji. Ko se mu je rodil vnuk Karel, je on postal vladar tudi Kastilije in Aragonije.
Zgodovinar Thomas A. Brady Jr. ga opisuje kot »prvega cesarja Svetega rimskega cesarstva v 250 letih, ki je tako vladal kot kraljeval« in tudi kot »najsposobnejšega kraljevega vojskovodja svoje generacije«. 

#### Priženitev Češke in Ogrske
Z nenavadno poroko štirih otrok so Habsburžani priženili Češko in Ogrsko. Po smrti Kralja Matjaža 1490 je Maksimilijan I. sklenil z novim češko-ogrskim vladarjem Vladislavom II. dvojno poročno pogodbo: Vladislavovega sina Ludvika naj bi Maksimilijan posvojil in se poročil z Maksimilijanovo vnukinjo Marijo; Ludvikova sestra Ana pa naj bi se poročila z Maksimiljanovim vnukom Karlom V. ali Ferdinandom.
1515 je v stolnici svetega Štefana potekala veličastna dvojna poroka v okviru knežjega dneva na Dunaju: le devetletna Ludvik in Marija sta si izmenjala prstana, 56-letni cesar Maksimmilijan pa se poročil z dvanajstletno Ano kot svojo namestnico s pogojem, da bo v enem letu prevzel nevesto eden od njegovih dveh vnukov – in ta je bil Karlov brat Ferdinand.
Enajst let kasneje (1526) je Ludvik II. kot češko-ogrski kralj in poveljnik krščanske vojske umrl po Bitki pri Mohaču in deželi sta pripadli Habsburžanom. Ogrski stanovi so v strahu za svoje predpravice izvolili protikralja: tako sta postala kralja avstrijski nadvojvoda Ferdinand I. in madžarski plemič Ivan Zapolja. Temu je sledila dolgoletna državljanska vojna, kakor tudi stoletni spopadi s Turki, ki so 1683 z ogromno vojsko prihrumeli celo do Dunaja. Šele po dvestoletnih bojih so na prelomu 18. stoletja Habsburžani uspeli iztrgati Osmanom celotno Ogrsko.

#### Hčere in sestre, poročajte se!
13. septembra 1548 se je Maksimilijan poročil s svojo sestrično Marijo Špansko, hčerko rimsko-nemškega cesarja Karla V. in Izabele Portugalske, ki mu je rodila 16 otrok in vsi preživeli so dosegli visoke in pomembne položaje:
1. Ana (1. november 1549 – 26. oktober 1580) se je ∞ s svojim stricem Filipom II. ter postala mati Filipa III. Španskega.
2. Nadvojvoda Ferdinand Avstrijski (28. marec 1551 – 25. junij 1552).
3. Rudolf II. (18. julij 1552 – 20. januar 1612) je postal cesar.
4. Ernest, (15. julij 1553 – 12. februar 1595) je bil kraljevi namestnik v Španski Nizozemski.
5. Elizabeta (5. julij 1554 – 22. januar 1592) ∞ leta 1570 s francoskim kraljem Karlom IX..
6. Nadvojvodinja Marija Avstrijska (27. julij 1555 – 25. junij 1556).
7. Cesar Matija (24. februar 1557 – 20. marec 1619). ∞ leta 1611 s sestrično, nadvojvodinjo Ano, hčerko Ferdinanda II. Avstrijsko-Tirolskega
8. Mrtvorojeni sin (20. oktober 1557).
9. Maksimilijan III. Avstrijski (12. oktober 1558 – 2. november 1618). Izvoljen je bil za poljskega kralja, toda nikoli ni bil kronan. Bil je veliki mojster Tevtonskega viteškega reda in upravnik Prusije.
10. Albert (15. november 1559 – 13. julij 1621); je bil kraljevi namestnik na Portugalskem in v Španski Nizozemski. ∞ leta 1599 s špansko princeso Izabelo Klaro Evgenijo, hčerko španskega kralja Filipa II..
11. Nadvojvoda Venčeslav Avstrijski (9. marec 1561 – 22. september 1578); 1577 je bil imenovan za velikega mojstra Maltežanov za Kastilijo
12. Nadvojvoda Friderik Avstrijski (21. junij 1562 – 16. januar 1563).
13. Nadvojvodinja Marija Avstrijska (II.; 19. februar 1564 – 26. marec 1564). Imenovana po svoji starejši pokojni sestri.
14. Nadvojvoda Karel Avstrijski (26. september 1565 – 23. maj 1566).
15. Nadvojvodinja Marjeta Avstrijska (25. januar 1567 – 5. julij 1633). Nuna v kloštru Descalzas Reales pri Madridu, kjer je tudi pokopana.
16. Nadvojvodinja Eleonora Avstrijska (4. november 1568 – 12. marec 1580).

Cesar Maksimilijan II. je številne člane in članice svoje rodovine poročil z evropskimi vladarskimi hišami: več sreče so imele ženske od moških. 
Dolgo so na primer načrtovali brata cesarja Maksimilijana II. Karla II. (*3. junij 1540 Dunaj †10. julij 1590 Gradec) – vladarja slovenskih dežel – poročiti z angleško kraljico Elizabeto (7. september 1533-24. marec 1603), da bi Anglijo ponovno pridobili za Katoliško Cerkev, vendar so se ti načrti izjalovili, ker je bila Elizabeta pravo nasprotje svojega očeta, nepopravljivega ženskarja, ki je vztrajala v devištvu do smrti.
Ženske člane so z očetovega dvora po diplomatskih pogajanjih poslali k neznancu visokega položaja; tedaj niso poznali umetnega uravnavanja rojstev, ampak so se vsakega potomca veselili, zlasti na cesarskih in kraljevskih dvorih - pa tudi po mestu in na deželi. Bila pa je takrat smrtnost otrok izredno velika, pa tudi neozdravljive bolezni kot kuga, jetika, vpadi Turkov - so redčili prebivalstvo: a zaradi številnih novorojenčkov si je ljudstvo kmalu opomoglo tudi iz najhujših ujm. 
Maksimilijan II. je številne svoje hčere, pa tudi sestre poročil na dvore v Španijo, Italijo, Francijo in Poljsko. Leta 1570 sta imeli njegovi hčeri dvojno poroko: Elizabeta se je omožila s francoskim kraljem Karlom IX.; toda njen mož je kmalu umrl, zato se je vrnila na Dunaj in ustanovila samostan. Nadvojvodinja Ana pa je postala četrta in zadnja žena svojega strica, španskega kralja Filipa II.. Ta poroka je utrdila medsebojne vezi, prinesla mir in zagotovila prestolonaslednika. Njena sestra - nuna Marjeta, ji je dejala, da se v državniške posle ne bo vtikala - rada pa ji bo pomagala pri vzgoji otrok; kar je slednja rada sprejela: tako so dobili trdno versko in strogo nravno vzgojo.
Maksimilijan II. je tri svoje sestre poročil v Italijo, da bi tam okrepil habsburški vpliv: leta 1561 se je nadvojvodinja Eleonora poročila z mantovanskim vojvodom Guglielmom Gonzaga. Nadvojvodinja Barbara se je 1565 poročila z vojvodom Alfonzom II. Ferrarskim, nadvojvodinja Ivana pa s Francescom Medici; že na njuni poročni slovesnosti je bila navzoča ženinova ljubica Bianca Capello, kar ni slutilo na srečen zakon. 
Na Poljsko sta odšli tudi dve Maksimilijanovi sestri: Elizabeta in Katarina sta se druga za drugo poročili s poljskim kraljem Sigismundom II. Avgustom. Elizabeto je verjetno zastrupila tašča in je umrla pri 18 letih. Njena naslednica Katarina je bila nerodovitna in so jo poslali nazaj v Avstrijo. S smrtjo kralja Sigismunda II. kmalu po Katarinini smrti so Jagelonci izumrli. Maksimilijan II. je zdaj hotel pridobiti za Habsburžane Poljsko kraljestvo, vendar so Poljaki raje izbrali Francoza Henrika Anžujskega.

#### Karlu V. se ni posrečilo ustvarjanje vesoljne države
Francoski kralj Franc I. je v bitki pri Pavii 1525 od cesarja Karla V. doživel ponižujoč poraz in bil prisiljen podpisati zanj neugodno Madridsko mirovno pogodbo. 
S tem se ni hotel pomiriti in zato se je obrnil na Osmansko cesarstvo, kar je pripeljalo do francosko-osmanskega zavezništva, ki je trpelo skozi tri stoletja in je za krščanstvo pomenilo ne le neprecenljivo škodo, ampak tudi upravičeno pohujšanje. Isti Franc I. je celo zaprosil Sulejmana Veličastnega, naj sproži vojno proti Svetemu rimskemu cesarstvu, torej zoper Ogrsko, kar se je popolnoma skladalo s Sulejmanovimi velikopoteznimi osvajalnimi načrti; to ga je leta 1526 vzpodbudilo k napadu na Ogrsko.
Bitka pri Mohaču je bila za kristjane usodna in je za naslednjih 150 let spravila pod turško okupacijo velike dele Ogrske in drugih srednjeevropskih dežel. 'Katoliška' Francija se je torej povezala z muslimansko Turčijo zoper ostalo krščansko Evropo. 
Vladar »Imeprija, v katerem sonce nikoli ne zaide«, se je moral poleg tega soočati že takoj spočetka z družbenimi, narodnimi (kar nacionaističnimi) in verskimi (tako rekoč heretičnimi) silnicami, ki so vodile razvoj dogodkov v smer, ki je bila ravno nasprotna zamisli o »vesoljni katoliški državi«. To je bil glavni razlog Karlovega neuspeha in pogumne odločitve, da krmilo prepusti drugim - ki pa tudi niso uspeli udejanjiti neuresničljivega sna. Med najbolj nerazumljivimi in za Cerkev škodljivimi ter brezuspešnimi podjetji je bila v tem času napredujočega in zmagujočega protestantizma papeževa odločitev, da napove vojno zoper edinega branitelja katolištva. Prišlo je sicer do pomiritve, vendar je nastala nepopravljiva škoda tako na verskem kot na političnem in umetniškem področju, saj so med Plenitvijo Rima 1527 protestantovski landknehti - polni sovraštva do papeža in »poganske umetnosti« - izbrisali poslednje sledi renesanse. 
Karel je bil zadnji cesar kronan od papeža.
Zgodovinarji, ki Karlu niso naklonjeni, ga imajo za oblastiželjnega, nepopustljivega in neprilagodljivega vladarja. Očitajo mu kruto kaznovanje upornikov, nepotrebno vojskovanje in slepoto za krutosti osvajalcev Amerike. Karlu naklonjeni zgodovinarji pa poudarjajo njegovo preudarnost in neomajno predanost nalogi, ki naj bi jo - po takratnem razumevanju cesarske oblasti - dobil od Boga, da ohrani in utrdi enotno katoliško državo, kar brez občasnih odločnih posegov v dogajanja ni bilo možno. Ta naloga je bila pretežka in od vsega začetka izgubljena, saj se je nova vera hitro širila na čisto katoliška območja, kar je pripeljalo do uporov in verskih vojn. Bilo je torej preveč nasprotujočih si sil in vplivov. Zgodovinar Edward Crankshaw je zapisal: »Zgodbo njegovega življenja lahko označimo za neuspel poskus najbogatejšega in najmočnejšega moža na svetu, da bi uveljavil nadnacionalno duhovno in posvetno ureditev«.

#### Marija Terezija nadaljuje poročno politiko prednikov
Avstrijska cesarica Marija Terezija je obnovila in nadaljevala skoraj enako uspešno poročno politiko svojih habsburških prednikov, le da so se razmere zelo spremenile. Njo ne brez razloga imenujejo »Mater narodov«; ne le, da je uvajala razne preureditve in prenove pravzaprav na vseh področjih kot razsvetljena vladarica, ampak je hotela s svojim zgledom spodbujati ljudstvo k posnemanju, kar med vladarji pravzaprav ni nekaj samo po sebi umevnega.
V 18. stoletju torej Marija Terezija imela za izpolnitev svojih velikopoteznih načrtov lepo število preživelih otrok. Kot žena je bila možu dosledno zvesta - on njej ne, je bil bolj svobodomiselnih pogledov in tega niti ni skrival. Kot mati pa je Marija Terezija z veseljem porajala otroke: v 19 letih je rodila 16 otrok. Prvega otroka je rodila pri 20 letih, zadnjega pa pri 39 – dvojčkov ni imela. Od 16 otrok jih je le deset dočakalo polnoletnost. Umrljivost otrok je bila takrat velika, celo v cesarski družini, kjer so imeli na razpolago sodobno in odlično zdravstveno oskrbo. Tako so trije otroci, sin in dve hčerki, kot najstniki podlegli črnim kozam; dve hčerki sta umrli takoj po rojstvu, druga hči v povojih. Desetim preživelim otrokom je sledila še večja skupina vnukov: kar 56, čeprav nekateri niso dočakali odraslosti. 
Glede zdravstvene nege in velike otroške umrljivosti moramo vedeti, da takrat še ni bilo na razpolago toliko zdravstvenih pripomočkov kot obstajajo danes in zato skoraj vsi rojeni otroci preživijo. Cepivo proti črnim kozam je bilo odkrito šele konec njenega stoletja (1796), vendar so epidemije občasno ogrožale naše kraje vse do nedavnega in se njihovi izkorenitvi lahko zahvalimo le rednemu cepljenju.
Zdravilo proti razširjeni smrtonostni jetiki, ki je pomorila cele rodove zlasti mladih, so iznašli šele 1947, vendar še danes predstavlja nevarnost.
Otrok Marija Terezija ni razvajala – dobivali so strogo katoliško vzgojo – po nekaterih mnenjih celo prestrogo - in jim je dala vedeti, da so visokega stanu in da se morajo temu primerno obnašati že od otroštva naprej; nasvete jim je dajala tudi kot odraslim in že poročenim.
Z ženitvami je želela prispevati zlasti k pomiritvi s francoskimi Bourboni, ki so se uveljavljali po številnih dvorih Zahodne Evrope. Ohranjen je njen zapis, v katerem razumevajoče piše eni od svojih hčera, kako se ji srce trga, ko jo mora iz višjih razlogov iz varnega dunajskega družinskega gnezda pošiljati tako mlado k neznanemu ženinu v tuj kraj; želi ji Božje varstvo in priporoča vsakdanjo molitev.
Prestolonaslednik Jožef II. in nadvojvodinja Marija Amalija sta bila združena v dvojnem navzkrižnem zakonu s princeso Parmskih Burbonov Izabelo, ki je zgodaj umrla, in s prestolonaslednikom parmskega vojvodskega prestola, bodočim Ferdinandom I..
Drugi od sinov - Leopold II. –, naj bi postal prvi toskanski nadvojvoda in nato cesar Svetega rimskega cesarstva; vendar se je poročil s špansko princeso Marijo Luizo. Ena od njunih vnukinj, z istim imenom kot njena babica, Marija Luiza, bo nekaj desetletij pozneje postala druga Napoleonova žena.
Po smrti svoje starejše sestre Marije Jožefine zaradi črnih koz je nadvojvodinja Marija Karolina postala dedinja Neapeljskega in Sicilskega kraljestva.
Najmlajša, ki je doživela najbolj tragično usodo med Francosko revolucijo – ko je zgubila življenje pod giljotino ne le ona, niti 38-letna Marija Antoaneta, ampak tudi celotna kraljeva družina – je bila v zakonsko zvezo namenjena prvotni veji Bourbonov, in se je poročila s prihodnjim francoskim kraljem Ludvikom XVI..

## Ocena

### Mit?
V času Avstrijskega cesarstva je skrajšana vzdevek Felix Austria, delno povezana z Alegorijo miroljubne Avstrije, našla pot tudi v pogovorni jezik. Po dokaj kritičnem mnenju Tržačana Magrisa je ideja bržkone nastala v času po Napoleonskih vojnah, v obdobju bidermajerske obnove kot del »habsburškega mita«, ki naj bi podal razloge za obstoj velikanske srednjeevropske Habsburške monarhije, ki se je soočala z vedno večjimi izzivi.
Mit o »nadnarodni, večno vesoljni in pravljični Podonavski monarhiji« je po svojem koncu leta 1918 dobil jasne literarne in estetske obrise, in sicer so jih podajali Joseph Roth, Franz Werfel, Stefan Zweig in Robert Musil; z njim nadaljujeta po letu 1945 Heimito von Doderer in Alexander Lernet-Holenia. Za avstrijsko književnost in razumevanje države je bil značilen »kategorični imperativ nedelovanja«, ki se izraža skozi tri motive: „nadnacionalizem“, „uradništvoljubje“ „strastno uživaštvo“.
To besedno zvezo v zadnjem času uporabljajo na različnih področjih, kot je način življenja avstrijskega prebivalstva, (domnevno) srečno stanje države, na primer njen pravni sestav in kulturna podjetja, ali skozi razkošnost javnega življenja, ki se lahko ukvarja z neresnimi postranskostmi.
Britanski germanist Anthony Bushell je izraz leta 2013 prevzel za prevladujočo zgodovinsko pripoved o žrtvi, ki je ločila uspešno povojno Avstrijo od kakršnega koli sklicevanja na Avstrijo v času nacionalsocializma, tj. od Anschlussa do osvoboditve oziroma zasedbe 1945.

## Note

### Esplicative
1. ↑  Od leve na desno spredaj: cesar Franc I. (45 let), Marija Ana (16 let) in Marija Kristina (12 let); cesarica Marija Terezija (37 let) z Jožefom (13 let), Karel (9 let), Leopold II. (7 let) in Marija Elizabeta (11 let); zadaj: Marija Amalija (8 let), Ivana Gabrijela (4 leta), Marija Jožefina (3 leta) in Marija Karolina (2 leti), ki obkrožajo malega Ferdinanda, ki je še v zibki. Na podobi manjkata Marija Antoaneta (1755-1793), ki se bo rodila naslednje leto, a čez dve leti se bo rodil še Maksimilijan Franc (1756-1801).